# 十文字町

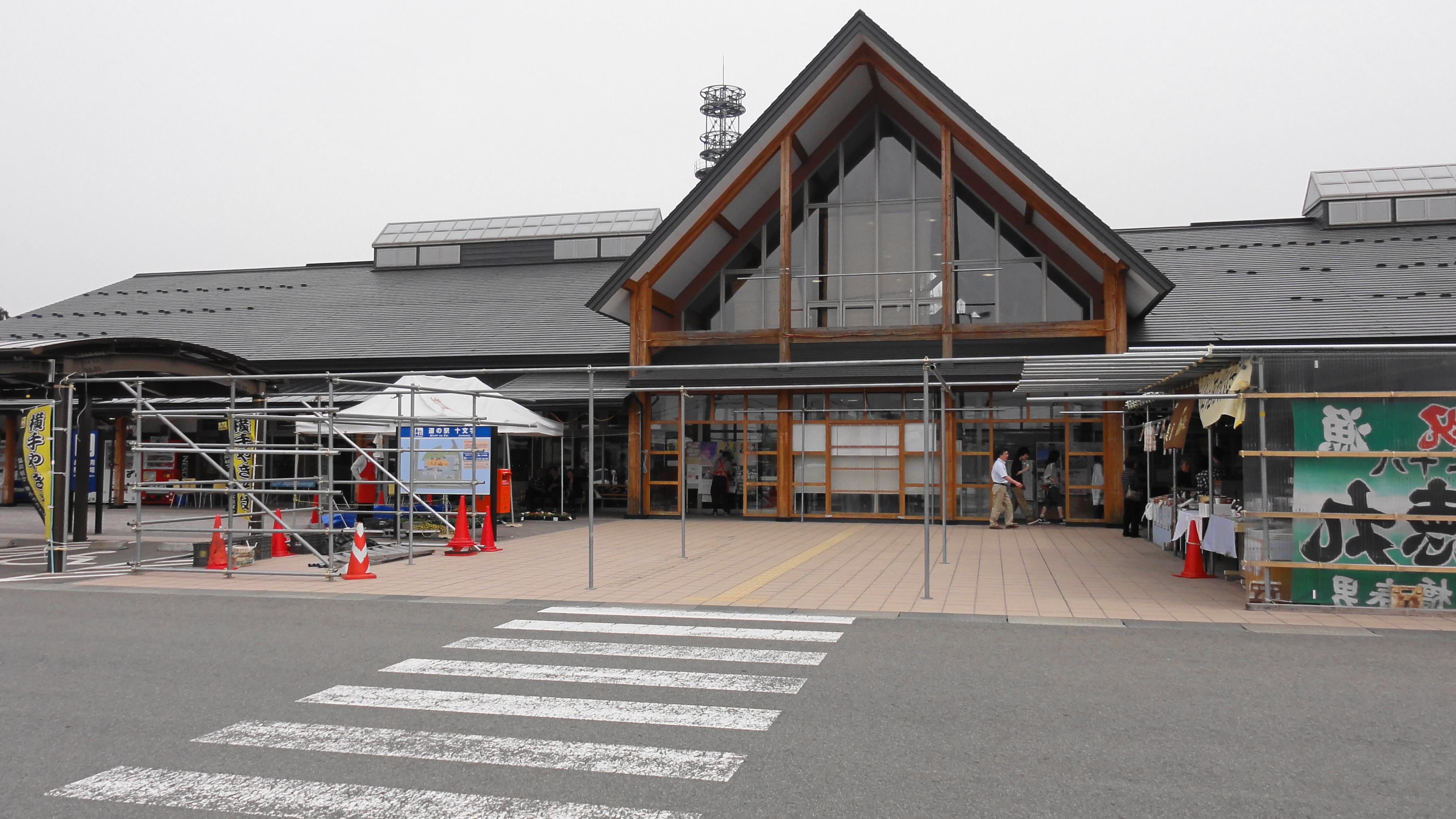
道の駅十文字「まめでらが～」

十文字町（じゅうもんじまち）は、秋田県横手市にある地区（広域地名）。人口は11,756人（2020年（令和2年）10月1日現在、国勢調査による）。
2005年（平成17年）10月1日に市町村合併によって横手市となった旧平鹿郡十文字町の区域をそのまま継承している。十文字町、十文字町植田、十文字町腕越、十文字町越前、十文字町鼎、十文字町上鍋倉、十文字町木下、十文字町源太左馬、十文字町佐賀会、十文字町十五野新田、十文字町梨木、十文字町仁井田、十文字町西原一番町、十文字町西原二番町、十文字町宝竜、十文字町睦合、十文字町谷地新田の17大字からなる。
本項では、旧十文字町及び地域総称、大字十文字町について述べる。

## 地理
横手市の中央南部に位置する。湯沢横手道路（東北中央自動車道）と国道13号、奥羽本線が縦貫し、増田方面から伸びる国道342号の終点がある。
大字十文字町は、東で十文字町西原一番町・十文字町西原二番町・十文字町腕越・増田町増田、西で十文字町十五野新田、北で十文字町梨木、南で十文字町上鍋倉、南と東で十文字町仁井田と隣接する。横手市役所十文字庁舎（十文字地域局）、道の駅十文字、十文字駅など町の主要施設が位置している。

### 小字
- 字曙町（あけぼのちょう）
- 字海道下（かいどうした）
- 字上佐吉開（かみさきちびらき）
- 字栄町（さかえちょう）
- 字下佐吉開（しもさきちびらき）
- 字十文字（じゅうもんじ）
- 字大道東（だいどうひがし）
- 字通町（とおりまち）
- 字西上（にしかみ）
- 字西下（にしした）
- 字麻当（まとう）
- 字本町（もとまち）

## 歴史
元は羽州街道と増田街道が名の通り十文字に交わる辻で、増田十文字と呼ばれた。当時の周辺は十五野と呼ばれる無人の広野であり、冬季の吹雪などで道に迷う人も多かったため、1811年（文化8年）に増田通覚寺の天瑞和尚が道標とするべく猩々碑を刻んだという。猩々碑は十文字町幸福会館で展示保存され、十文字駅にレプリカ像が設置されている。
増田十文字は十文字駅の西側約300mのところにある交差点で、現在は十文字駅へ通じる道路が追加されて五叉路になっている。交差点の東側に十文字町の道路元標が現存し、また1995年（平成7年）に設立された町制40周年の記念碑（表面に猩々碑を描いたもの）がある。

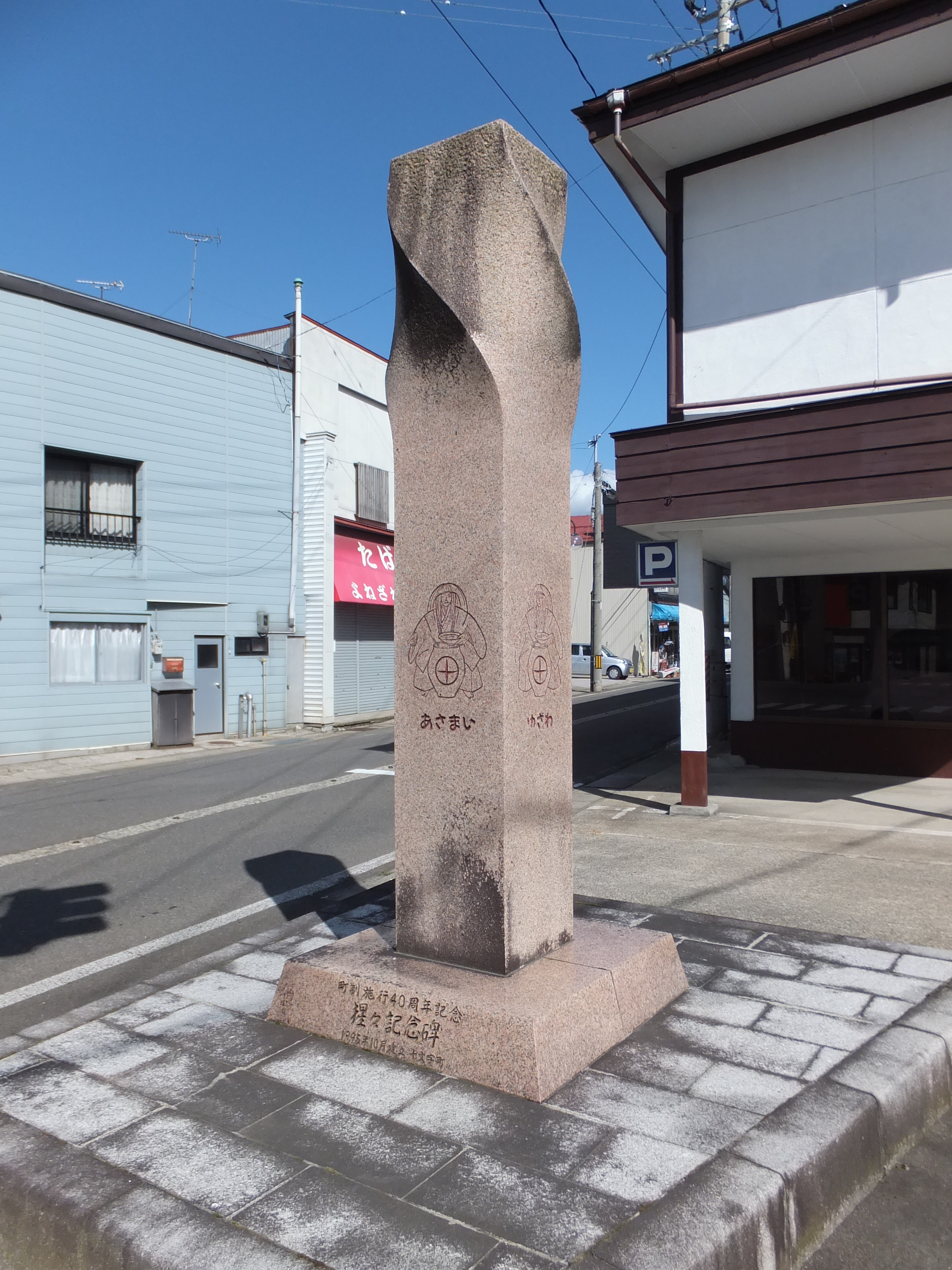
増田十文字にある記念碑

### 年表
- 1817年（文化14年） - 増田十文字に1軒の茶屋が建てられる。
- 1840年（天保11年） - 十文字新田村が成立する。
- 1889年（明治22年）4月1日 - 町村制施行により、十文字新田村、梨木羽場村、腕越村、佐賀会村、仁井田村、十五野新田村、上鍋倉村、鼎村の区域をもって十文字村が発足。
- 1892年（明治25年） - 十文字村の一部（十五野新田・上鍋倉・鼎）が分立して三重村が発足。
- 1905年（明治38年）9月14日 - 奥羽本線十文字駅が開業。
- 1922年（大正11年）10月1日 - 十文字村が町制施行して十文字町となる[2]。
- 1954年（昭和29年）10月1日 - 三重村と合併し、改めて十文字町が発足。
- 1955年（昭和30年）4月1日 - 睦合村・植田村と合併し、改めて十文字町が発足。
- 1958年（昭和33年）5月 - 町章を制定。
- 1964年（昭和39年）3月4日 - 「交通安全都市」宣言。
- 1983年（昭和58年）4月1日 - 町の花を指定。
- 1985年（昭和60年）
  - 3月18日 - 「非核平和都市」宣言。
  - 4月1日 - 町民憲章を制定。
- 1990年（平成2年）11月5日 - 大字上鍋倉の一部が境界変更で分割され、平鹿郡平鹿町へ編入される。
- 1994年（平成6年）11月22日 - 湯沢横手道路の十文字IC - 横手IC間開通。
- 1997年（平成9年）6月26日 - 湯沢横手道路の湯沢IC - 十文字IC開通。
- 2004年（平成16年）3月18日 - 湯沢横手道路に十文字本線料金所を設置。
- 2005年（平成17年）10月1日 - 横手市・増田町・平鹿町・雄物川町・大森町・山内村・大雄村と合併し、横手市を新設。同時に十文字町を廃止。
- 2007年（平成19年）7月3日 - 道の駅十文字開業。
- 2020年（令和2年）11月2日 - 新築移転した横手市役所十文字地域局が開所。

## 世帯数と人口
2020年（令和2年）10月1日現在の世帯数と人口は以下の通りである。十文字町全域の人口については記事冒頭に記載している。
| 丁目         | 世帯数   | 人口  |
| ------------ | -------- | ----- |
| 大字十文字町 | 2281世帯 | 950人 |

## 交通

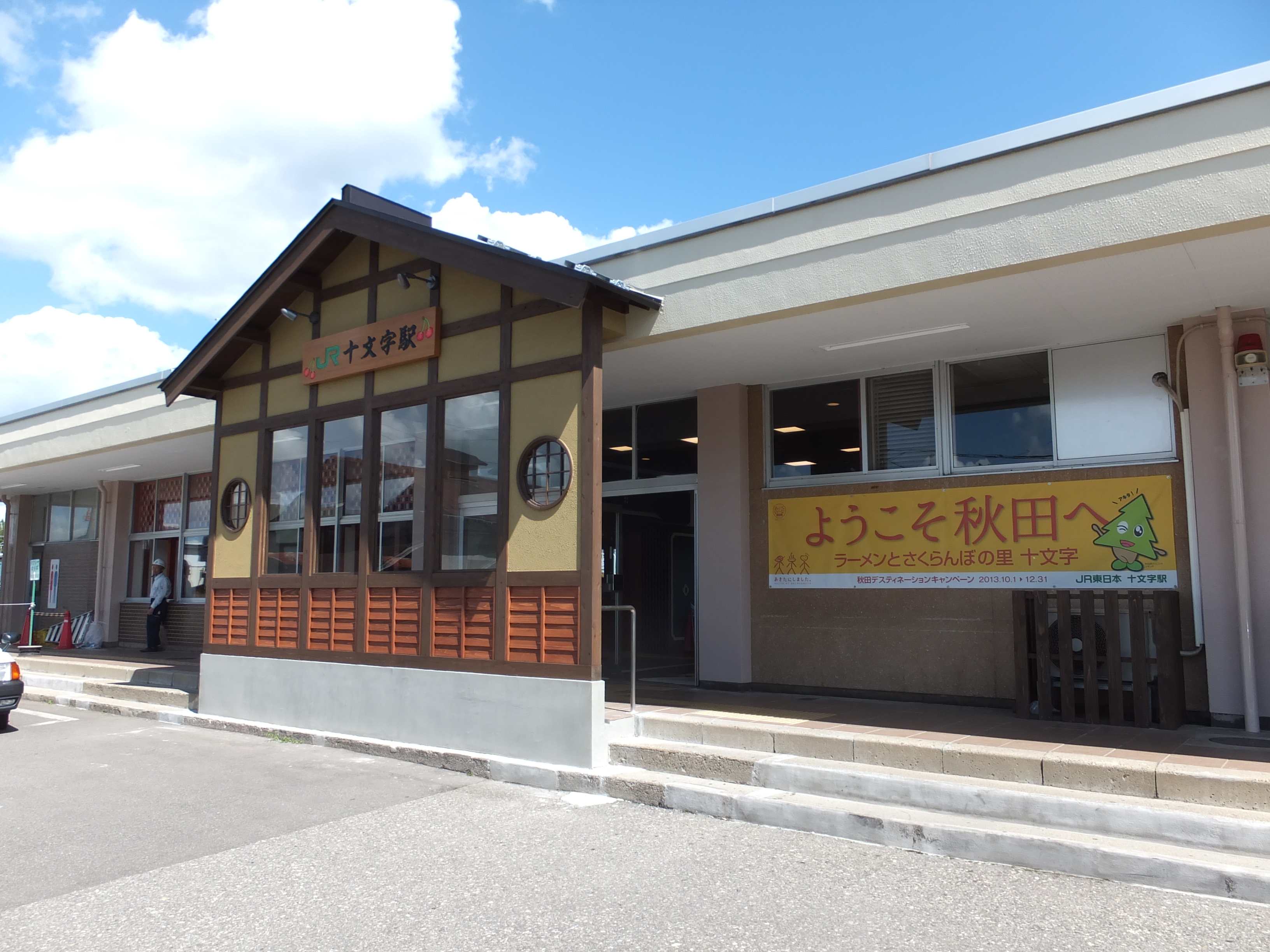
十文字駅

### 鉄道
東日本旅客鉄道
- 奥羽本線
  - 十文字駅

### 道路
高速道路
- E13 湯沢横手道路（国道13号・東北中央自動車道）
  - 十文字IC

一般国道
- - 国道13号
  - 国道342号

主要地方道
- - 秋田県道13号湯沢雄物川大曲線
  - 秋田県道57号十文字羽後鳥海線
  - 秋田県道117号野崎十文字線
  - 秋田県道271号植田平鹿線

道の駅
- 十文字（国道13号）

## 教育
- 横手市立十文字小学校
  - 2021年4月に十文字第一小学校、十文字第二小学校、植田小学校、睦合小学校の統合校として開校した[3]。
- 横手市立十文字中学校
  - 2010年4月に十文字西中学校を統合して、新生・十文字中学校として開校した[4]。

## 施設

### 大字十文字町
- 横手市役所十文字庁舎（十文字地域局）
- 十字の里
  - 横手市立十文字図書館
  - 十文字テニスコート
  - 十文字相撲場
- 道の駅十文字「まめでらが〜」
- JA秋田ふるさと 十文字支店
- 北都銀行 十文字支店
- 秋田銀行 十文字支店
- 十文字郵便局
- 十文字神社

- 横手市役所十文字庁舎（旧庁舎）
- 横手市立十文字図書館
- JA秋田ふるさと 十文字支店
- 北都銀行 十文字支店
- 秋田銀行 十文字支店
- 十文字神社

### その他
各ページの「施設」の節を参照。

## 著名出身者
- 開錦豪藏（力士）
- 清美川梅之（力士）
- 胡原おみ（漫画家）
- 佐藤誠太（アナウンサー）
- 佐藤登（研究者）
- 将豊竜将太（力士）
- 高橋大（政治家）
- 高橋航（エフエム秋田アナウンサー）
- 皆川嘉左エ門（彫刻家）